# Cofinimmo
Cofinimmo SA ist ein Immobilienunternehmen mit Hauptsitz in Brüssel, Belgien. Das Unternehmen besitzt, entwickelt und verwaltet Bürogebäude, vorwiegend in Brüssel. Es ist im belgischen Aktienindex BEL20 gelistet.
Mittlerweile ist das Unternehmen in 9 Ländern aktiv.